# Taramundi
Taramundi est une commune (concejo aux Asturies) située dans la communauté autonome des Asturies en Espagne. Elle est bordée au nord par San Tirso de Abres et Vegadeo, à l'est par Villanueva de Oscos et Vegadeo, au sud par Santa Eulalia de Oscos et Lugo, et à l'ouest par Lugo.

## Géographie
D'un point de vue géologique, le territoire de Taramundi présente les mêmes caractéristiques que tous les autres de la région, c'est-à-dire que son sol appartient au Silurien avec une grande présence d'ardoise, mélangée à de petits échantillons de quartzite et de calcaire. Sur les rives de la rivière Cabreira (Cabrera en castillan), on peut voir un petit morceau de terre alluviale, qui est la seule zone où cette différenciation du terrain apparaît. 
Sa topographie est composée de montagnes brisées et accidentées, mêlées à diverses vallées orientées dans toutes les directions et formées par les nombreux ruisseaux qui baignent la municipalité. Celle-ci présente une forme presque ovale délimitée par une série de chaînes de montagnes et de crêtes. le point le plus élevé est à 1033 mètres.
En termes de climat, Taramundi appartient, avec Vegadeo et San Tirso, à une zone où il n'y a pas de grandes différences de température. Toutefois, en raison de son éloignement de la côte cantabrique et de l'influence des montagnes, l'hiver est plus rude que dans d'autres régions. 

### Paroisses
La commune de Taramundi comprend las paroisses civiles de :
- Bres
- Ouria
- Taramundi
- Veigas

## Histoire
Des découvertes datant de l'âge de pierre confirment le peuplement précoce de la région. Sur le plateau de la Sierra de Ouroso et sur les versants du Pereira et du Navallo, des tumulus, des nécropoles et plusieurs châteaux forts témoignent encore aujourd'hui de l'occupation par les Gallèques. Les Romains y avaient également deux camps fortifiés, Castro en Ouria et Castro en Taramundi, et la découverte de pièces de bronze confirme le tribut payé par les Gallèques, mais aussi leurs vastes relations commerciales.
Les périodes de la monarchie asturienne, du début et de la fin du Moyen Âge, sont très peu connues. Le fait le plus remarquable et le plus important est l'appartenance du conseil au puissant et vaste territoire de Castropol jusqu'au XVe siècle. Mais la dépendance à l'égard de Castropol a pris fin avec le désamortissement effectué par le roi Philippe II, C'est pourquoi il vendit les anciens conseils épiscopaux aux habitants des villages, ce qui se concrétisa à Taramundi par la vente, en 1584, des paroisses de San Martín de Taramundi et de San Julián de Ouria, avec la promesse de ne plus jamais se séparer de la couronne. 
Le XVIIIe siècle a été marqué par une industrie du fer naissante et fructueuse, comme en témoignent les six maillets de spalterie et les forges reconnues dans le cadastre d'Ensenada. Au XIXe siècle, cette industrie est devenue une production beaucoup plus spécifique en raison de l'industrie sidérurgique moderne qui s'est établie dans le nord du pays. Aujourd'hui, cette branche d'activité est toujours présente, préservant les anciennes et les nouvelles formes de production.

## Patrimoine
Parmi les édifices religieux, l'église paroissiale de San Martín de Taramundi, fondée au XVIIIe siècle, et l'église de Nuestra Señora del Carmen, à San Julián de Ouria.
En ce qui concerne l'architecture civile et populaire, c'est d'abord le camp fortifié protohistorique (castro) de Taramundi, situé près des eaux des rivières Turía et Cabreira.
Dans la capitale, on trouve un site singulier, l'ancien presbytère, construit au XVIIIe siècle, qui est un édifice palatial asturien typique, où l'on peut observer la somme et le condensé des styles populaires de la région. 
Enfin, il convient de souligner l'importance de l'eau qui a servi et continue de servir au maintien d'une industrie artisanale importante, celle de la coutellerie, avec les mazos (martinets hydrauliques) d'Aguillón et de Teixois encore en bon état. Ce dernier se trouve à environ 4 km du village et ses bâtiments comprennent un moulin, un maillet, une meule, une roue à affûter, des demoiselles (pièce de bois, dite aussi hie) et une petite centrale électrique, le tout alimenté par l'énergie hydraulique .

## Galerie

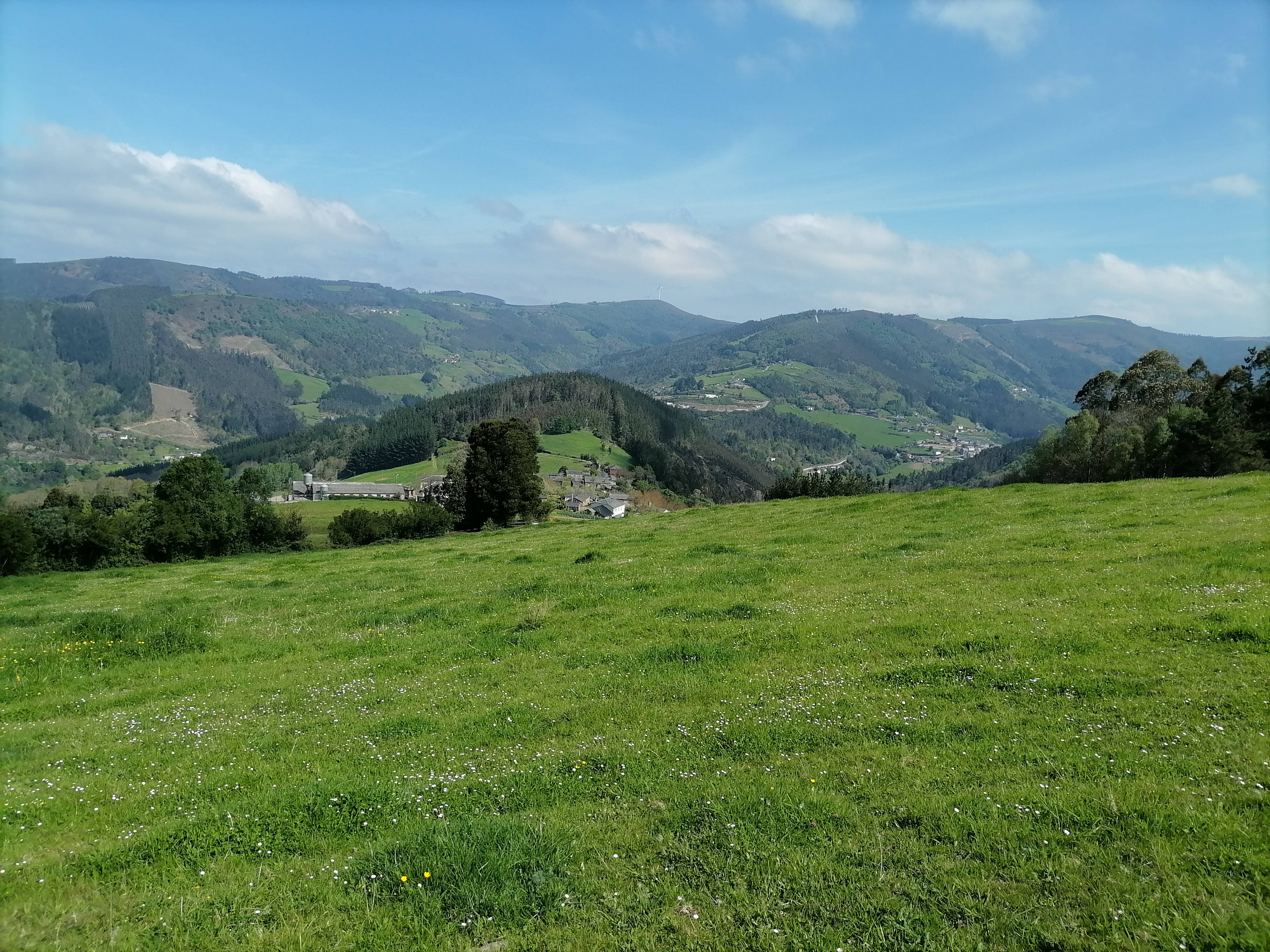
Paysage de Taramundi.
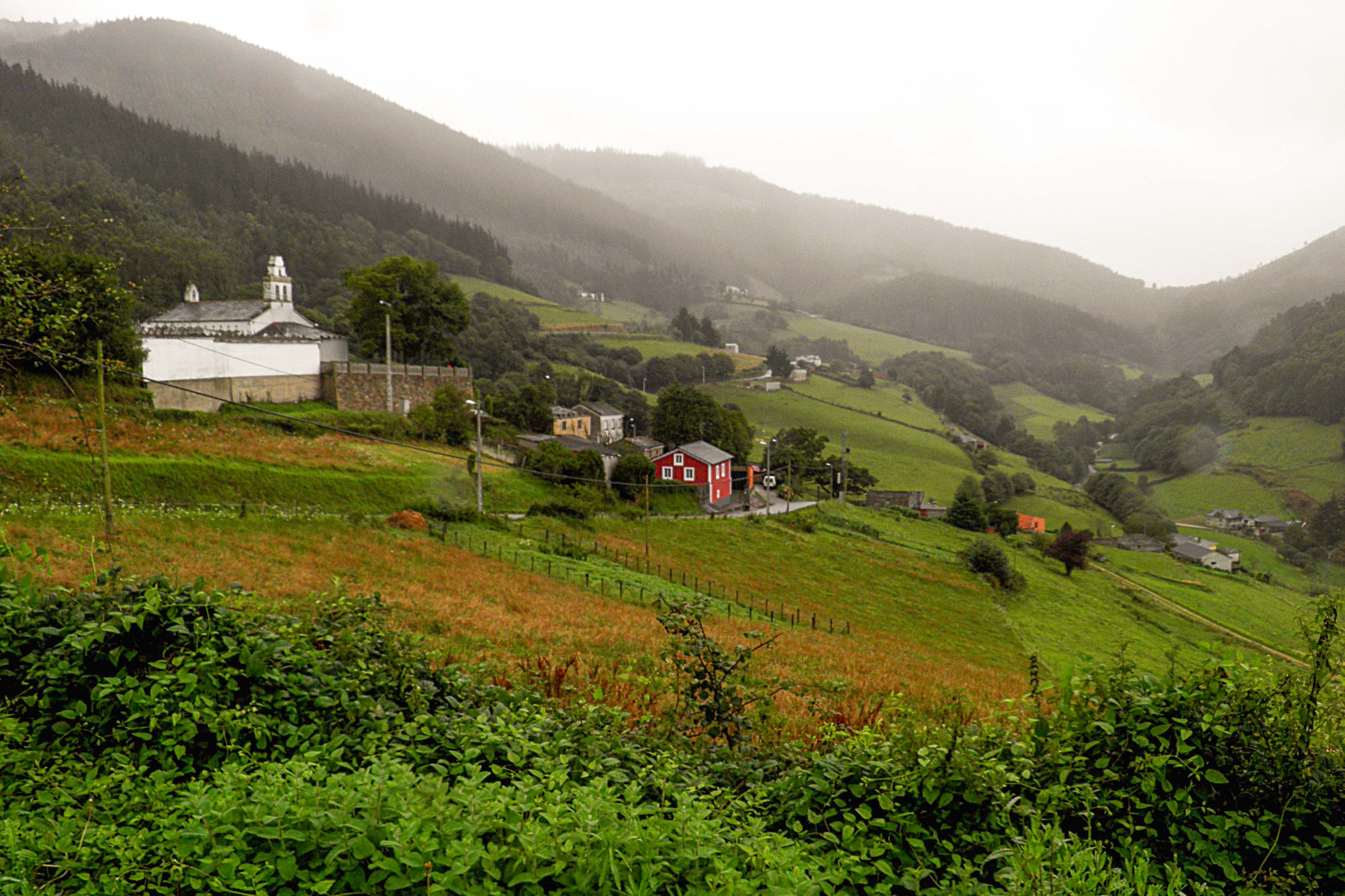
Ouria.
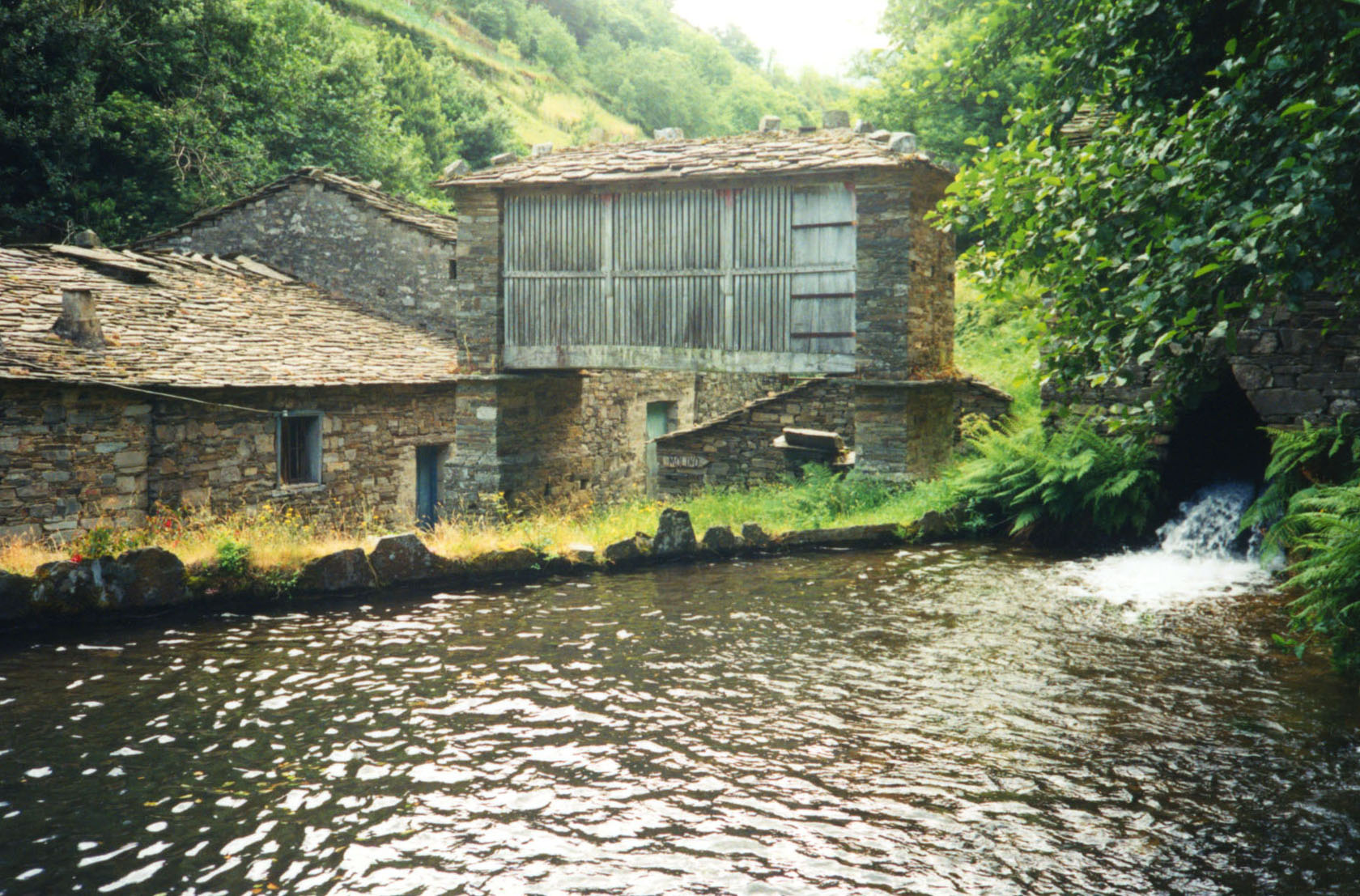
Ensemble ethnographique de Teixois.
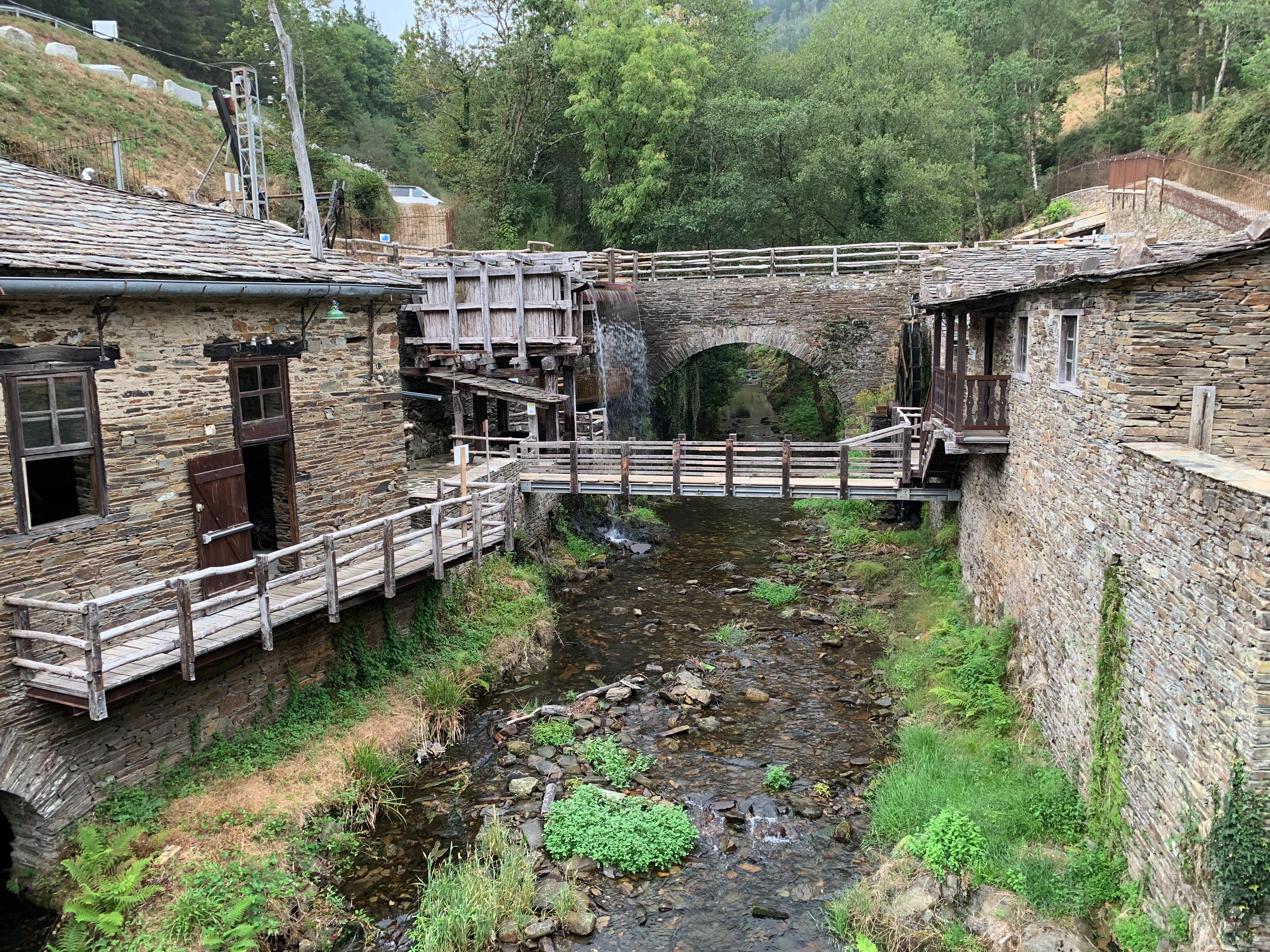
Musée des moulins de Mazonovo.
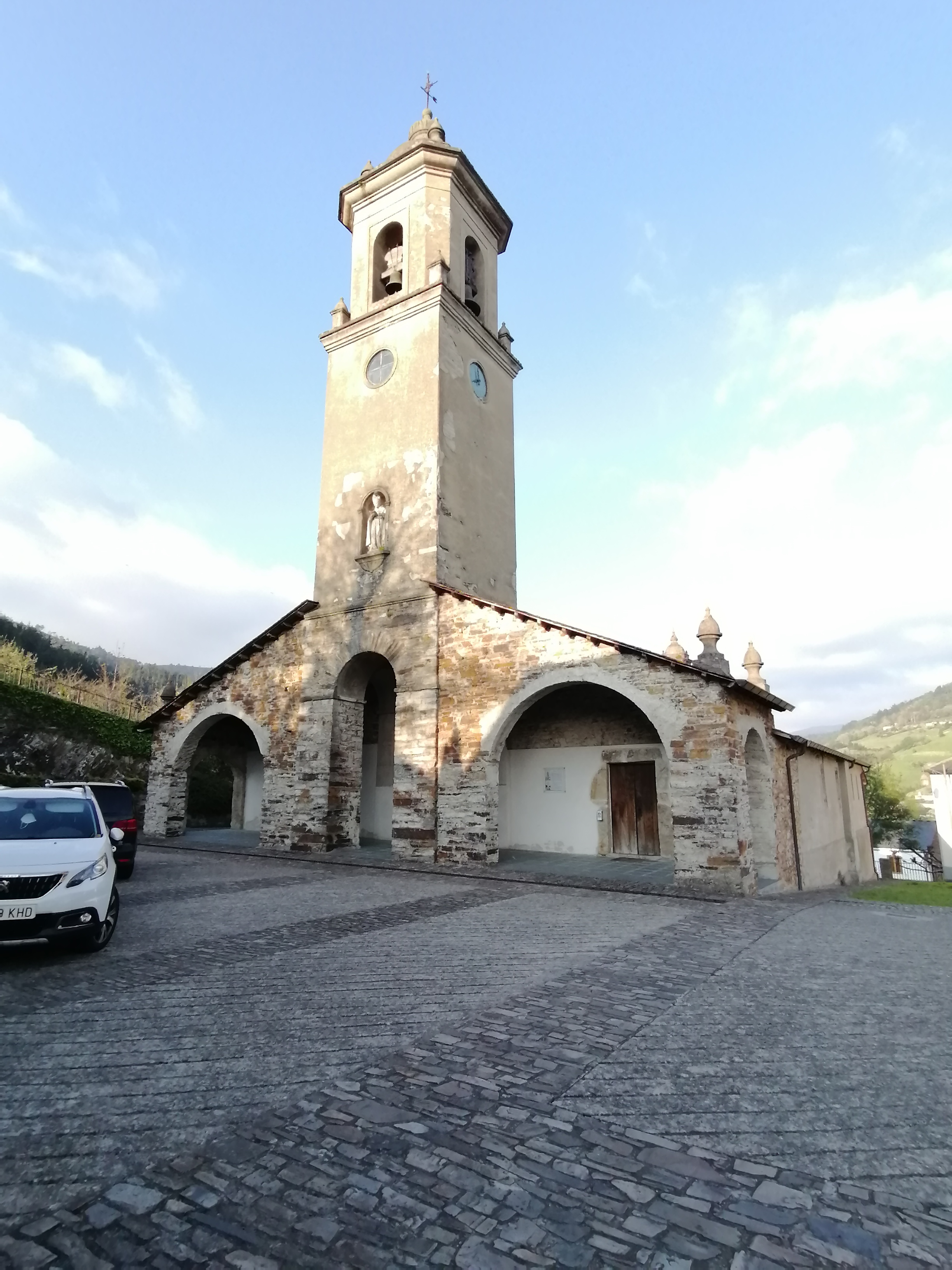
L'église de San Martín de Taramundi.